# リード企業
リード企業株式会社（リードきぎょう、英称：LEED ENTERPRISE CO.,LTD.）は、かつて存在していた日本の音響機器メーカー。スピーカーの設計から製造・販売まで行っていた。
大手音響メーカーのOEM生産工場として、業界内では高い評価を得ていた。2006年（平成18年）4月より「LEED」オリジナルスピーカーユニットの発売を開始した。2007年（平成19年）4月には、円筒型無指向性スピーカーシステム『シャワーサウンダ』を発売開始。

## 所在地
- 本社

〒244-0003：神奈川県横浜市戸塚区戸塚町4617番地
- 営業所・工場

〒213-0031：神奈川県川崎市高津区宇奈根779番地4号

## 沿革
- 1985年（昭和60年） - 保険代理店として営業開始。
- 1990年（平成2年） - 特殊加工部品製造開始。
- 1992年（平成4年） - スピーカー用振動板製造開始。
- 1994年（平成6年） - 資本金600万円に増資。
- 1996年（平成8年） - 資本金1000万円に増資。
- 1997年（平成9年） - 特殊スピーカー設計・製造・販売開始、スピーカー用部品全般製造販売開始。
- 1999年（平成11年） - 『寧波力得音響有限公司』設立。
- 2001年（平成13年） - 工場拡大の為、現住所に移転、フィルム成形（振動板・ダストキャップ）生産開始。
- 2002年（平成14年） - 中国スピーカー工場生産開始（技術提携）。
- 2003年（平成15年） - ソニー株式会社グリーンパートナー認定取得。事業拡大のため、中国工場移転。寧波力得箱包有限公司へ社名変更。
- 2006年（平成18年） - 『LEED』オリジナルスピーカーユニット販売開始、パイオニア株式会社EHS（環境負荷物質）認定取得。
- 2007年（平成19年）
  - 時期不詳 -『シャワーサウンダ』-円筒型無指向性スピーカーシステム-販売開始。
  - 時期不詳 - 『寧波力得音響有限公司』新社屋完成。
  - 10月 - 破産。

## 事業内容
- スピーカー設計・製造・販売
- スピーカー用部品設計・製造
- 手造り部品製造(プレス・樹脂・機械加工)
- 特殊射出成形部品製造・プラスチック振動板
- フィルム振動板・センターキャップ熱成形部品
- 薄板特殊プレス及びASSY（金属振動板）
- 特殊精密加工部品

## 主な製品ブランド

### 現行製品
- 円筒型無指向性スピーカーシステム『シャワーサウンダ』
- 2.5cm ツィーター　スピーカーユニット
- 4cm フルレンジ スピーカーユニット
- 6cm フルレンジ スピーカーユニット
- 8cm 平面振動板 フルレンジ スピーカーユニット
- 6cm ウーハー スピーカーユニット
- 13cm ウーハー スピーカーユニット
- 25cm ウーハー スピーカーユニット

## 主要取引先
- アイシン高丘株式会社
- 株式会社アーク
- 旭化成テクノプラス株式会社
- アジヤアルミ株式会社
- アムトランス株式会社
- 株式会社エムアンドエヌ
- オースミ電機株式会社
- 株式会社オーディオテクニカ
- オリエントサウンド株式会社
- オンキヨー株式会社
- オンキヨーエレクトロニクス株式会社
- コイズミ無線有限会社
- 三洋電機株式会社
- JR東日本コンサルタンツ株式会社
- ソニー株式会社
- ソニーイーエムシーエス株式会社
- ソニーテクノクリエイト株式会社
- 株式会社田口製作所
- 株式会社タグチ
- 株式会社東京コーン紙製作所
- 株式会社長塚電話工業所
- 日本金属株式会社
- フォスター電機株式会社
- 株式会社藤岡寺田電機製作所
- 株式会社デンソーテン
- 株式会社マルタカ
- 三菱電機エンジニアリング株式会社
- 三菱鉛筆株式会社
- ミネベアミツミ株式会社
- ヤマハ株式会社

## 提供ラジオ番組
- ハッピハッピー。のお騒がせミュージックチャンネル（2006年7月 - 2007年9月、インターネットラジオ）